# Élections dans les villages nordiques québécois de 2012
Les élections dans les villages nordiques québécois de 2012 se sont déroulées le 7 novembre 2012 dans les villages nordiques du Québec. Organisées par l'Administration régionale Kativik, elles visent à combler 14 postes de maires et 84 postes de conseillers municipaux pour un mandat de trois ans.

## Description
Le 7 novembre 2012, la population âgée de plus de 18 ans exerce son droit de vote dans une proportion de 54,2%. Le plus haut taux de participation (75,6%) se trouve à Kangiqsujuaq, tandis que le plus faible (44,7%) se trouve à Kuujjuaq. Les femmes représentent 46,4% des nouveaux conseillers municipaux et 21,4% des maires.
Des élections complémentaires à Aupaluk et Ivujivik se tiennent le 16 novembre 2012.

## Résultats

### Kangiqsualujjuaq
- Maire sortant : ?
- Maire élu : Hilda Snowball
- Conseillers municipaux : Daniel Annanack, Vinnie Baron, Nancy Etok, Maggie Emudluk, Norman Snowball et Sammy Snowball.

| Candidat                      | Voix |
| ----------------------------- | ---- |
| Hilda Snowball                | 241  |
| Kitty Lydia Annanack          | 41   |
| Tommy Stanley Annanack        | 22   |
| Total                         | 304  |
| Taux de participation : 54.2% |      |

### Kuujjuaq
- Maire sortant : ?
- Maire élu : Tunu Napartuk
- Conseillers municipaux : Claude Gadbois, George Berthe, Johnny Ned Adams, Martha Greig, Bobby Snowball Sr, Jennifer Watkins-Munick.

| Candidat                      | Voix |
| ----------------------------- | ---- |
| Tunu Napartuk                 | 291  |
| Sammy Koneak                  | 236  |
| Mary Johannes                 | 199  |
| Nancy Annanack-Saunders       | 19   |
| Total                         | 745  |
| Taux de participation : 44.7% |      |

### Tasiujaq
- Maire sortant : ?
- Maire élu : Peter Angnatuk
- Conseillers municipaux : Charlotte Angnatuk, Alice Berthe, Pasha Berthe, Maggie G. Cain, Mary Cain et Moses Munick.

| Candidat                    | Voix                |
| --------------------------- | ------------------- |
| Peter Angnatuk              | Élu par acclamation |
| Total                       | 0                   |
| Taux de participation : 62% |                     |

### Aupaluk
- Maire sortant : ?
- Maire élu : David Angutinguak
- Conseillers municipaux : Mary Angutinguak, Louisa Grey Eetook, Annie Kulula, Mary Saluarsiak, Alacie Thomassiah et Emma Eetook Grey.

| Candidat                    | Voix |
| --------------------------- | ---- |
| David Angutinguak           | 34   |
| David Lucassie              | 18   |
| Edward Saluarsiak           | 14   |
| Johnny Oovaut               | 5    |
| Total                       | 71   |
| Taux de participation : 61% |      |

### Kangirsuk
- Maire sortant : ?
- Maire élu : Mary Nassak Annahatak
- Conseillers municipaux : Marcusie Eetook, Etua Nassak, Joseph Nassak, Jeannie Nungak, Leena Nungak et Willie Thomassie.

| Candidat                      | Voix |
| ----------------------------- | ---- |
| Mary Nassak Annahatak         | 140  |
| Minnie Abraham                | 31   |
| Total                         | 171  |
| Taux de participation : 55.7% |      |

### Quaqtaq
- Maire sortant : ?
- Maire élu : Eva Deer
- Conseillers municipaux : Daisy Arnatuk, Tommy Arnatuk, Charlie Okpik, Daniel Oovaut, Louisa Oovaut et Sheila Ningiuruvik.

| Candidat                      | Voix                 |
| ----------------------------- | -------------------- |
| Eva Deer                      | Élue par acclamation |
| Total                         | 0                    |
| Taux de participation : 58.4% |                      |

### Kangiqsujuaq
- Maire sortant : ?
- Maire élu : Aquuyaq Qisiiq
- Conseillers municipaux : Charlie Arngak, Minnie Nappaaluk, Mary A. Pilurtuut, Dora Tertiluk, Mark Tertiluk et Jimmy Uqittuq.

| Candidat                      | Voix |
| ----------------------------- | ---- |
| Aquuyaq Qisiiq                | 153  |
| Alasie Arngak                 | 79   |
| Bernard Dean Adams            | 52   |
| Total                         | 284  |
| Taux de participation : 75.6% |      |

### Salluit
- Maire sortant : ?
- Maire élu : Paulusie Saviadjuk
- Conseillers municipaux : Ealla Kaittaq, Joanasie Owpaluk, Elashuk Pauyungie, Peta Pinguartuq, Amaamak Saviakjuk et William J. Smith.

| Candidat                      | Voix |
| ----------------------------- | ---- |
| Paulusie Saviadjuk            | 183  |
| Qalingo Angutigirk            | 110  |
| George Kakayuk                | 79   |
| Johnny K. Papigatok           | 75   |
| Lukasie Usuituayuk Sr         | 50   |
| Total                         | 497  |
| Taux de participation : 62.1% |      |

### Ivujivik
- Maire sortant : ?
- Maire élu : Mattusi Iyaituk
- Conseillers municipaux : Naulittuq Ainalik, Peter Iyaituk, Saira Kanarjuak, Tivi Kiatainaq, Annie Luuku et Kullu Qavavauk.

| Candidat                      | Voix |
| ----------------------------- | ---- |
| Mattusi Iyaituk               | 81   |
| Quitsaq Tarriasuk             | 34   |
| Total                         | 115  |
| Taux de participation : 58.1% |      |

### Akulivik
- Maire sortant : ?
- Maire élu : Adamie Alayco
- Conseillers municipaux : Lucassie Sr. Alayco, Solomonie Sr. Alayco, Eli Aullaluk, Sakiriasi Nappatuk, Alacie Qaqutuk et Jusipi Qaqutuk.

| Candidat                      | Voix |
| ----------------------------- | ---- |
| Adamie Alayco                 | 109  |
| Henry Quissa                  | 67   |
| Mark Sr. Qumak                | 24   |
| Markusi Anautak               | 23   |
| Total                         | 223  |
| Taux de participation : 67.7% |      |

### Puvirnituq
- Maire sortant : ?
- Maire élu : Aisara Kenuajuak
- Conseillers municipaux : Levi Amarualik, Paulusi Angiyou, Lucy Qalingo Aupalu, Muncy Novalinga, Simon Illutak Novalinga et Elisapi Tookalak.

| Candidat                      | Voix                |
| ----------------------------- | ------------------- |
| Aisara Kenuajuak              | Élu par acclamation |
| Total                         | 0                   |
| Taux de participation : 45.4% |                     |

### Inukjuak
- Maire sortant : ?
- Maire élu : Peter Inukpuk
- Conseillers municipaux : Lucassie Echalook, Siasi S. Irqumia, Pauloosie J. Kasudluak, Charlie Nowkawalk[2], Adamie Padlayat et Noah Pov.

| Candidat                      | Voix |
| ----------------------------- | ---- |
| Peter Inukpuk                 | 301  |
| Sarollie Weetaluktuk          | 228  |
| Total                         | 529  |
| Taux de participation : 56.8% |      |

### Umiujaq
- Maire sortant : ?
- Maire élu : Charlie Tooktoo
- Conseillers municipaux : Alicia Aragutak, Jobie Crow, Mina Esperon Tookalook, Willie Kumarluk, Alec Niviaxie et Billie Tooktoo.

| Candidat                      | Voix |
| ----------------------------- | ---- |
| Charlie Tooktoo               | 86   |
| Louisa Tookalook              | 84   |
| Total                         | 170  |
| Taux de participation : 64.7% |      |

### Kuujjuarapik
- Maire sortant : ?
- Maire élu : Lucassie Inukpuk
- Conseillers municipaux : Allan Brown, Mary Hannah Angatookalook, Anthony Ittoshat, Parsa Kitishimik, Lizzie Niviaxie et Samson Tooktoo.

| Candidat                      | Voix |
| ----------------------------- | ---- |
| Lucassie Inukpuk              | 163  |
| Peter Papialuk                | 43   |
| Rio Diaz                      | 22   |
| Total                         | 228  |
| Taux de participation : 52.4% |      |